# MOS Technology 6507
El MOS Technology 6507 va ser un microprocessador de 8 bits produït per MOS Technology, Inc. Era una versió econòmica del popular MOS Technology 6502. Per a reduir costs, el 6507 incloïa un bus d'adreces de solament 13 bits en comptes dels 16 bits originals, això li permetia adreçar únicament 8 KiB de memòria(en l'Atari 2600, el sistema permetia adreçar únicament 4 KiB per compte d'una limitació en el disseny del connector de cartutxos), que de totes maneres era una quantitat suficient per als sistemes d'aquesta època.
A més de tenir un bus d'adreces limitat, el 6507 no té possibilitats de rebre interrupcions externes però més enllà d'això, el seu funcionament és idèntic al 6502.
El 6507 va ser utilitzat a gran escala per a dues aplicacions: la reeixida consola de videojocs Atari 2600 i les unitats de disc flexible 810 i 1050 dels microordinadors Atari de 8 bits. Gairebé tots els altres sistemes es van inclinar pel 6502 per tenir accés a més quantitats de memòria.
Al voltant de l'any 1980, quan la línia de processadors 6502 estava en la seva apogeu, els preus de les memòries RAM i ROM havien caigut fins al punt que les limitacions del 6507 constituïen un major perjudici que el seu baix cost no va justificar.